# Samargà
Samargà (en rus: Самарга) és un poble del krai de Primórie, a l'Extrem Orient de Rússia, que el 2018 tenia 189 habitants. Es troba a la desembocadura del riu homònim.